# Sockerlag
Sockerlag är en lösning av vatten och socker som bland annat används till drinkar eller för inläggning av frukt. För att göra en sockerlag värmer man lika delar vatten och socker tills sockret har löst sig. Förr ansågs det viktigt att skumma sockerlagen för att få bort föroreningar, men numera är sockret så rent, att man kan hoppa över skumningen, även om skumning föreskrivs i ett gammalt recept.
Sockerlag används bland annat till drinkarna Mint julep och Mojito.
Vanligt förekommande sorters sockerlag (syrup) i drinkrecept:
- Simple syrup: Socker och vatten i andel 1:1 som värms till sockret lös sig och sedan kyls.
- Rich syrup: Socker och vatten i andel 2:1 som värms till sockret lös sig och sedan kyls.
- Gomme syrup: En tjockare syrup, vanligen 2:1, med tillsatt Gum Arabicum. Ibland smaksatt med apelsinblomsvatten och rosenvatten.